# Manual
Un manual, ou wheeling, est un trick de skateboard. Au lieu de rouler avec les quatre roues de son skate touchant le sol, le skateur effectuant un manual se contente de rouler sur les deux roues arrière.
Cette position est atteinte en déplaçant légèrement le poids du corps sur la jambe arrière. La difficulté est de maintenir cette position, ce qui requiert beaucoup d'équilibre. En effet, il faut éviter de retomber sur quatre roues ou pire, de glisser en arrière.

## Variantes

### Nose manual
Le nose manual est une figure équivalente au manual, mais effectuée sur les roues avant. Elle consiste donc à mettre le skateboard dans une position où seules les roues avant ont un contact avec le sol, à maintenir cette position en équilibre, le tout en avançant.

### One-wheel manual
Au lieu de rouler sur les deux roues arrière, le skateur effectuant un one-wheel manual tente de maintenir son équilibre tout en roulant sur l'une des deux roues arrière.
Le one-wheel nose manual est presque identique. Variante du nose manual, il est accompli lorsque le skateur roule sur une de ses deux roues avant.

### One foot manual
Comme son nom l'indique, le one-foot manual est un manual pendant lequel le skateur reste en équilibre sur un de ses deux pieds seulement. Si cette position unijambiste est atteinte alors que le skate roule sur les deux roues avant, on parlera de one-foot nose manual.